# شهرستان مونرو (پنسیلوانیا)
شهرستان مونرو، پنسیلوانیا (به انگلیسی: Monroe County, Pennsylvania) شهرستانی در ایالات متحده آمریکا است که در پنسیلوانیا واقع شده‌است.

## خصوصیات
شهرستان مونرو ۱٬۵۹۸٫۰۳ کیلومترمربع مساحت دارد.